# 온평항
온평항은 제주특별자치도 서귀포시 성산읍 온평리에 위치한 어항이다. 2005년 3월 21일 어촌정주어항으로 지정되었다. 관리청은 서귀포시, 시설관리자는 서귀포시장이다.

## 어항 연혁
19세기 중반 이전까지는 "열운이"는 주로 "열온이"로 호칭하다가 19세기 중반에 와서 "온평리"로 개칭하였으며 민간에서는 "온온(溫)은 따뜻하다는 뜻과 평(平)은 산이 없고 평평하다는 뜻으로 "온평"이라고 했을 것으로 보고 있으며 19세기말(1899)에 와서는 "동·서 온평리"로 호칭하다가 다시 현재와 같은 "온평리" 통합되었으며 1914년 도사제 실시로 행정구역의 페합에 의거 정의군 좌면 온평리라 호칭하던 것을 남제주군 정의면 온평리라 하였고 1914년 이후의 지도 등에도 지금과 같은 "온평리"라 하였고 1935년 성산면 온평리라 하였다.

## 어항 구역
항 북측 온평 중동항(동포구)로부터 E방향으로 225m(90°00')과 이 점에서 S방향으로 350m(180°00'), 그리고 이 점에서 W방향으로 200m(270°00')지점의 육지를 연결한 선을 따라 형성된 국․공유지

## 어항 시설
어항구역면적 : 153,299m2, 항내수면적 : 10,361m2